# Bymure i England og Wales
Dette er en liste over bymure i England og Wales, som beskriver bymure der er blevet opført og brugt omkring disse byer fra det første århundrede og fremefter. De første bymure blev bygget af romerne efter deres erobring af Britannien i år 43. Romerne startede typisk ud med at opført et fort (kaldet et castrum), som senere er blevet konverteret til rektangulære byer, der er blevet beskyttet af enten mure i sten eller træ og voldgrave. Mange af disse forsvarsværker overlevede Romerrigets fald i 300- og 400-tallet, og blev brugt i den ustabile post-romerske periode. Angel-saksiske konger foretog omfattende byudvidelser i 700- og 800-tallet, hvor de skabte fæstningsanlæg kaldet burh. Disse burh brugte nogle gange de tidligere romerske forsvarsværker, og mange er overlevet ind i den tidlige middelalder.
Da normannerne erobrede England i 1000-tallet fokuserede de i første omgang på et opføre en lang række borge for at kontrollere deres nye områder, frem for at etablerede bymure til at forsvare byerne, men i 1100-tallet blev der opført mange bymure over hele England og Wales, typisk af sten. Edvard 1. erobrede Wales i 1200-tallet og etablerede en række byer med bymure som en del af en engelsk kolonisering af området. I slutningen af middelalderen blev bymurene stadig mindre vigtige militært, og de blev mere associeret med borgernes stolthed og bystyre. Mange store portbygninger blev opført i 1300- og 1400-tallet. Under den engelske borgerkrig i 1640'erne blev mange bymure atter benyttet til at beskytte byerne, og mange gamle middelalderlige strukturer blev forbedret ved brug af de mere moderne bastioner og skanser i jord, der bedre kunne modstå tidens kanoner end de tidligere mure. I 1700-tallet var mange bymure gået i forfald; de blev typisk solgt som byggematerialer og nedrevet eller gemt bag nyere bygninger, hvor de blev integreret i nyopførsler i takt med at byerne blev udvidet.
I 1900-tallet var der er genopblomstring af den historiske og kulturelle interesse i disse forsvarsværker. Byer, hvor der stadig eksisterede intakte bymure, blev renoveret for at skabe turistattraktioner. Nogle af Edvard 1.'s bymure i Wales er blevet en del af UNESCOs Verdensarvsliste. Fortsat byudvikling og nybyggeri har afsløret nye rester af middelalderlige bymure, og arkæologiske udgravninger har genereret ny viden om romerske og angel-saksiske forsvarsværker.

## Liste
| By                  | County                   | Opført                                   | Stand                                                | Billede                             | Noter |
| ------------------- | ------------------------ | ---------------------------------------- | ---------------------------------------------------- | ----------------------------------- | --- |
| Abergavenny         | Monmouthshire            |                                          | Murstensfragmenter                                   |                                     | En lille normannisk by blev bygget omkring byen i 1000-tallet og bygget sammen med Abergavenny Castle. Den normanniske mur blev revet ned i 1100-tallet, og der blev herefter opført en ny stenmur i 1200-tallet på omkring 350 x 215 m. Den blev ødelagt i moderne tid |
| Aberystwyth         | Ceredigion               |                                          | Rester                                               |                                     | En lille sektion af de middelalderlige mure er fortsat bevaret nær Aberystwyth Castle mod havet. |
| Alnwick             | Northumberland           |                                          | To portbygninger er bevaret                          |                                     | Murene blev opført i 1400-tallet for at beskytte Alnwick mod angreb i den ustabile region tæt ved den skotske grænse, og den fik indbygget mindesmærker fra den magtfulde lokale Percy-familie, der kontrollerede Alnwick Castle. |
| Bath                | Somerset                 |                                          | Kun fragmenter er bevaret                            |                                     | Baths første bymur blev opført af romerne. Angelsakserne etablerede en 'burh i Bath og brugte de eksisterende mure, der blev yderligere forskanset i middelalderen. Dele af et af de middelalderlige porthuse er stadig bevaret. |
| Beaumaris           | Anglesey                 |                                          | Rester                                               |                                     | Byen blev erobret af Owain Glyndŵr i 1400. Da de engelske tropper fik generobret den blev der opført en stenmur med tre porte omkring byen. Den blev vedligeholdt indtil slutningen af 1600-tallet. |
| Berwick-upon-Tweed  | Northumberland           |                                          | Store dele intakt                                    |                                     | De første mure blev opført i begyndelsen af 1300-tallet under Edvard 1., og var omkring 3 km lang. Den blev erstattet i 1560 af en italiensk inspireret bymur med 5 store stenbastioner, og murene er i dag de bedst bevarede bymure i England fra efter middelalderen. |
| Beverley            | East Riding of Yorkshire |                                          | Èt porthus er bevaret                                |                                     | I 1100-tallet var Beverley beskyttet af en "stor voldgrav" frem for en mur af sten. I begyndelsen af 1400-tallet blev der opført tre portbygninger i mursten. Der blev senere tilføjet flere voldgrave og forsvarsværker, men de formåede ikke at beskytte byen under borgerkrigen. |
| Bolsover            | Derbyshire               | Sandsynligvis i 1100- eller 1200-tallet. | Rester                                               |                                     | Vold og voldgrav, omkring 8 m bred i bunden og 2-3 m høj. |
| Brecon              | Powys                    |                                          | Rester                                               |                                     | Oprindeligt opført af Humphrey de Bohun efter 1240. Disse mure var bygget i sten og havde 4 portbygninger og 10 halvrunde bastioner. De blev stort set ødelagt under den engelske borgerkrig. |
| Bridgnorth          | Shropshire               |                                          | Rester                                               |                                     | Bridgnorths bymure blev oprindeligt bygget i tømmer mellem 1216 og 1223. Told betalt til byen gjorde det muligt at opgradere murene til sten mellem 1200- og 1400-tallet, inklusive 5 porte. |
| Bristol             | Bristol                  |                                          | Kun fragmenter er bevaret                            |                                     | St John's Gate blev bygget ind i Church of St John the Baptist under spiret. |
| Caerleon            | Newport                  |                                          | Kun fragmenter er bevaret                            |                                     | [ 14 ] |
| Caernarfon          | Gwynedd                  | 1283–92                                  | Meget intakt                                         |                                     | Murene blev opført af Edvard 1. og kostede £3.500, sammen med borgen. Muren er 734 m lang og har otte tårne og to porthuse. I dag er de en del af UNESCOs verdensarv og bliver vedligeholdt af Cadw. |
| Caerwent            | Monmouthshire            |                                          | Store dele er bevaret                                |                                     | [ 17 ] |
| Canterbury          | Kent                     | 200- til 1500-tallet                     | Store dele er bevaret                                |                                     | De første mure blev opført af romerne i 200-tallet, og de blev beholdt og vedligeholdt af angelsakserne. De blev genopført i slutningen af 1300-tallet af frygt for en fransk invasion under hundredårskrigen, og her blev tilføjet tidlige kanonstillinger. Over halvdelen af den oprindelige ringmur med 17 ud af 24 tårn er bevaret. |
| Cardiff             | Cardiff                  | 1100- til 1500-tallet                    | Rester                                               |                                     | Bymuren nævnes første gang i 1111, og den er ca. 2 km lang og 3 m høj. Der er 5 porttårne. Dele af muren kollapsede i 1700-tallet, og mange sten blev genbrugt som byggematerialer andetsted. Den sidste store del blev revet ned i 1901. Det ene af porttårnene er bevaret vest for Cardiff Castle, og kaldes West Gate. |
| Carlisle            | Cumbria                  |                                          | Store dele er bevaret                                |                                     | [ 20 ] |
| Castle Acre         | Norfolk                  |                                          | Kun fragmenter er bevaret                            |                                     | [ 21 ] |
| Chepstow            | Monmouthshire            |                                          | Store dele er bevaret                                |                                     | En stenmur opført i slutningen af 1200-tallet for at kunne forsvare byen og kunne opkræve told for varer, der blev indført i byen. |
| Chester             | Cheshire                 | 70-1100-tallet                           | Meget intakt                                         |                                     | Chesters bymur blev porindeligt opført af romerne mellem år 70 og år 80, og den blev brugt som burh i 907. De normanniske mure udvidede byområdet mod syd og vest og dannede en komplet cirkel på omkring 3 km i omkreds. |
| Chichester          | West Sussex              |                                          | Store dele er bevaret                                |                                     | [ 25 ] |
| Cirencester         | Gloucestershire          | 200- til 400-tallet                      | Rester                                               |                                     | Rester af stenmurene i den romerske by Corinium Dobunnorum kan ses på klostrets område. |
| Colchester          | Essex                    |                                          | Store dele er bevaret                                |                                     | Murene blev opført mellem år 65 og år 80 efter Boudicca havde ødelagt muren. De blev fortsat brugt til efter belejringen af Colchester i 1648. To lange strækninger er bevaret mod vest og nord, og et antal mindre fragmenter kan ses langs resten af murens forløb på omkring 3,2 km. Balkerne Gate er den bedst bevarede romerske portbygning i Storbritannien.                                                                                               |
| Conwy               | Conwy                    |                                          | Meget intakt                                         |                                     | Conwy bymur blev opført fra 1283-1287 efter Edvard 1. havde grundlagt Conwy. Murene er 1,3 km lange og har 21 tårne og 3 portbygninger. De er integreret i Conwy Castle. |
| Coventry            | West Midlands            | 1350'erne-1534                           | Kun fragmenter er bevaret                            |                                     | Muren har været 3,5 km lang og 3,7 m høj, og har haft 32 tårne og 12 porthuse. Den blev repareret i 1640'erne. Coventry er blevet beskrevet som den bedst beskyttede by i England uden for London. |
| Cowbridge           | Vale of Glamorgan        |                                          | Store dele er bevaret                                |                                     | [ 32 ] |
| Cricklade           | Wiltshire                |                                          | Kun fragmenter er bevaret                            |                                     | [ 33 ] |
| Denbigh             | Denbighshire             |                                          | Store dele er bevaret                                |                                     | [ 34 ] |
| Durham              | County Durham            |                                          | Kun fragmenter er bevaret                            |                                     | [ 35 ] |
| Exeter              | Devon                    |                                          | Store dele er bevaret                                |                                     | [ 36 ] |
| Gloucester          | Gloucestershire          |                                          | Rester                                               |                                     | [ 37 ] |
| Great Yarmouth      | Norfolk                  |                                          | Store dele er bevaret                                |                                     | [ 38 ] |
| Hartlepool          | County Durham            |                                          | Store dele er bevaret                                |                                     | [ 39 ] |
| Hastings            | East Sussex              |                                          | Rester                                               |                                     | [ 40 ] |
| Haverfordwest       | Pembrokeshire            |                                          | Rester                                               |                                     | [ 41 ] |
| Hay-on-Wye          | Powys                    |                                          | Rester                                               |                                     | [ 42 ] |
| Hereford            | Herefordshire            |                                          | Kun fragmenter er bevaret                            |                                     | [ 43 ] |
| Horncastle          | Lincolnshire             | Cirka år 300                             | Kun fragmenter er bevaret                            |                                     | Muligvis har de været en del af et romersk kystsikringssystem. Dele af alle fire mure og runde bastioner er bevaret. |
| Ilchester           | Somerset                 |                                          | Rester                                               |                                     | [ 45 ] |
| Kidwelly            | Carmarthenshire          |                                          | Store dele er bevaret                                |                                     | [ 46 ] |
| Kings Lynn          | Norfolk                  |                                          | Kun fragmenter er bevaret                            |                                     | [ 47 ] |
| Kingston upon Hull  | East Riding of Yorkshire | 1300-tallet                              | Rester                                               |                                     | Murene er bygget i mursten i 1300-tallet med fire primære porte og op til 30 tårne. Murene blev vedligeholdt til begyndelsen af 1700.tallet. De blev revet ned i forbindelse med etableringen af en havn i begynldelsen af 1700'erne. |
| Langport            | Somerset                 |                                          | Kun fragmenter er bevaret                            |                                     | [ 49 ] |
| Launceston          | Cornwall                 |                                          | Store dele er bevaret                                |                                     | [ 50 ] |
| Lewes               | East Sussex              |                                          | Rester                                               |                                     | [ 51 ] |
| Lincoln             | Lincolnshire             |                                          | Kun fragmenter er bevaret                            |                                     | [ 52 ] |
| London              | London                   |                                          | Kun fragmenter er bevaret                            |                                     | London Wall blev bygget af romerne og vedligeholdt indtil 1700-tallet. Den var næsten 4,8 km lang og muren definerede afgrænsningen af City of London sammen med Themsen mod syd. Korte sektioner findes fortsat nær Tower of London og Barbican. |
| Ludlow              | Shropshire               | 1233–1317                                | Kun fragmenter er bevaret                            |                                     | Murene blev bygget for at forsvare denne købstad, og der er fortsat bevaret mindre sektioner, og der samme er Broad Gate (se billedet). Den store Ludlow Castle er nu en ruin, men fortsat med store dele bevaret. |
| Malmesbury          | Wiltshire                |                                          | Rester                                               |                                     | [ 55 ] |
| Monmouth            | Monmouthshire            | 1200- til 1400-tallet                    | Kun Monnow Bridge er bevaret                         |                                     | Oprindeligt var det en ringmur med fire porttårne, hvoraf ingen er bevaret. Den forskansede Monnow Bridge står stadig, og er den eneste middelalderlige broport i Storbritannien. |
| Newark-on-Trent     | Nottinghamshire          |                                          | Rester                                               |                                     | [ 58 ] |
| Newcastle upon Tyne | Tyne and Wear            |                                          | Store dele er bevaret                                |                                     | Bymuren er bygget mellem 1200- og 1300-tallet og var 3 km lang og 2 m tyk med en højde på 7,5 m og 6 store porte. Byen blev forsvaret to gange med succes, men under den engelske borgerkig blev murene brudt ved hjælp af underminering og artilleri. |
| Northampton         | Northamptonshire         | 1000- til 1600-tallet                    |                                                      |                                     | Destroyed by Royal order in 1662 |
| Norwich             | Norfolk                  |                                          | Kun fragmenter er bevaret                            |                                     | |
| Nottingham          | Nottinghamshire          | 1267-1334                                | Rester                                               |                                     | Et fragment af muren er synligt i et hotelkompleks nær Chapel Bar. |
| Oxford              | Oxfordshire              |                                          | Kun fragmenter er bevaret                            |                                     | [ 62 ] |
| Pembroke            | Pembrokeshire            | 1000- til 1200-tallet                    | Borgen og bymurene er meget intakte                  |                                     | Pembroke er en middelalderlig by på toppen af en kalkstenshalvø, der forbinder den med Pembroke Castle (fra 1093). Murene er stort set intakte på nordsiden langs floden Pembroke sammen med en stort set intakt forsvarsværk kaldet Barnard's Tower. Omkring 75 % af muren er bevaret mod syd, inklusive en kalkovn, en kanonplatform og to tårne, hvoraf der er bygget et lysthus på toppen af den ene. Der er omkring 2,5 km rundt om hele bymuren og borgen. |
| Poole               | Dorset                   |                                          | Rester                                               |                                     | [ 64 ] |
| Portsmouth          | Hampshire                | 1300- til 1700-tallet                    | Kun fragmenter er bevaret                            |                                     | De første mure blev bygget af jord og tømmer, sandsynligvis i slutningen af 1300-tallet, men de blev repareret og ombygget gentagende gange indtil midten af 1700-tallet. I 1870'erne og 1880'erne blev størstedelen fjernet. |
| Richmond            | North Yorkshire          |                                          | Kun fragmenter er bevaret                            |                                     | [ 66 ] |
| Rochester           | Kent                     |                                          | Kun fragmenter er bevaret                            |                                     | [ 67 ] |
| Rye                 | East Sussex              |                                          | Store dele er bevaret                                |                                     | [ 68 ] |
| Salisbury           | Wiltshire                | 1300- og 1400-tallet                     | Fragmenter og et porttårn                            | North Gate Salisbury 2 (5690859348) | Nordporten er bevaret. Bygningen er i to etager ligger i Salisbury Cathedrals område. |
| Sandwich            | Kent                     |                                          | Kun fragmenter er bevaret                            |                                     | [ 69 ] |
| Shrewsbury          | Shropshire               | 1200- og 1400-tallet                     | Kun fragmenter er bevaret                            |                                     | Opførsel af muren blev påbegyndt i 1200-tallet efter angreb fra waliserne, og det var en tilføjelse til floden Severns naturlige beskyttelse. Murene blev forstærket af kavalererne under den engelske borgerkrig. Et tårn og korte sektioner er fortsat bevaret, navnlig langs gaden Town Walls. |
| Silchester          | Hampshire                | 100- og 200-tallet                       | Store dele er bevaret                                |                                     | Den romerske by Calleva Atrebatum blev forladt omkring 400- og 500-tallet. En stor del af murene er bevaret. Meget af området inden for murene er landbrugsjord. |
| Southampton         | Hampshire                |                                          | Halvdelen af den middelalderlige ringmure er bevaret |                                     | Murene blev bygget efter franske plyndringer i 1338, og murene var ca. 2 km lange og havde 29 tårne og otte porte. De var blandt de første i England, hvor ny teknologi blev installeret i eksisterende forsvarsværker, idet der blev etableret nye tårne specifikt til kanoner. |
| Stafford            | Staffordshire            |                                          | Rester                                               |                                     | |
| Stamford            | Lincolnshire             |                                          | Kun fragmenter er bevaret                            |                                     | [ 73 ] |
| Swansea             | Swansea                  |                                          | Rester                                               |                                     | [ 74 ] |
| Tenby               | Pembrokeshire            |                                          | Store dele er bevaret                                |                                     | [ 75 ] |
| Totnes              | Devon                    | 1300-tallet                              | Kun fragmenter er bevaret                            |                                     | De bevarede dele inkluderer Baste Walls, South Street og Eastgate, der blev ændret meget i 1800-tallet. |
| Verulamium          | Hertfordshire            | 100- til 200-tallet                      | Kun fragmenter er bevaret                            |                                     | Stedet var en romersk by kaldet Verulamium, men den blev forladt da den senere bosættelse St. Albans blev etableret i nærheden. |
| Warkworth           | Northumberland           |                                          | Kun fragmenter er bevaret                            |                                     | [ 78 ] |
| Wareham             | Dorset                   | 800- til 1000-tallet                     | Store dele er bevaret                                |                                     | Jordvolde der omgiver byen mod nord, øst og vest nævnes første gang i 876. Sydsiden var beskyttet af floden Frome. Vestmuren blev delvist ødelagt af kampvogne i 1940. |
| Warwick             | Warwickshire             |                                          | Kun fragmenter er bevaret                            |                                     | [ 80 ] |
| Winchelsea          | East Sussex              |                                          | Store dele er bevaret                                |                                     | [ 81 ] |
| Winchester          | Hampshire                |                                          | Store dele er bevaret                                |                                     | [ 82 ] |
| Worcester           | Worcestershire           | Første århundrede til 1100-tallet        | Rester                                               |                                     | De første mure blev opført af romerne, og de blev udvidet af angel-sakserne for at sakbbe en burh. En længere ringmur af sten blev bygget i slutningen af 1100-tallet, og den blev yderligere forskanset under den engelske borgerkrig. |
| York                | North Yorkshire          | 200- til 1300-tallet                     | Meget intakt                                         |                                     | Muren er omkring 4 km lang og omkranser over 100 hektar. Bymuren er den bedst bevarede i England. På de høje volde omkring byportene inkorporere murene de tidligere romerske, normanniske og middelalderlige mure med moderne restaurering. |